# Рододендрон реснитчатый
Рододендрон реснитчатый (лат. Rhododéndron ciliatum) — вечнозелёный кустарник, вид подсекции Maddenia, секции Rhododendron, подрода Rhododendron, рода Рододендрон (Rhododendron), семейства Вересковые (Ericaceae).
Китайское название: 睫毛杜鹃 jie mao du juan.
Используется в качестве декоративного садового растения.

## Распространение и экология

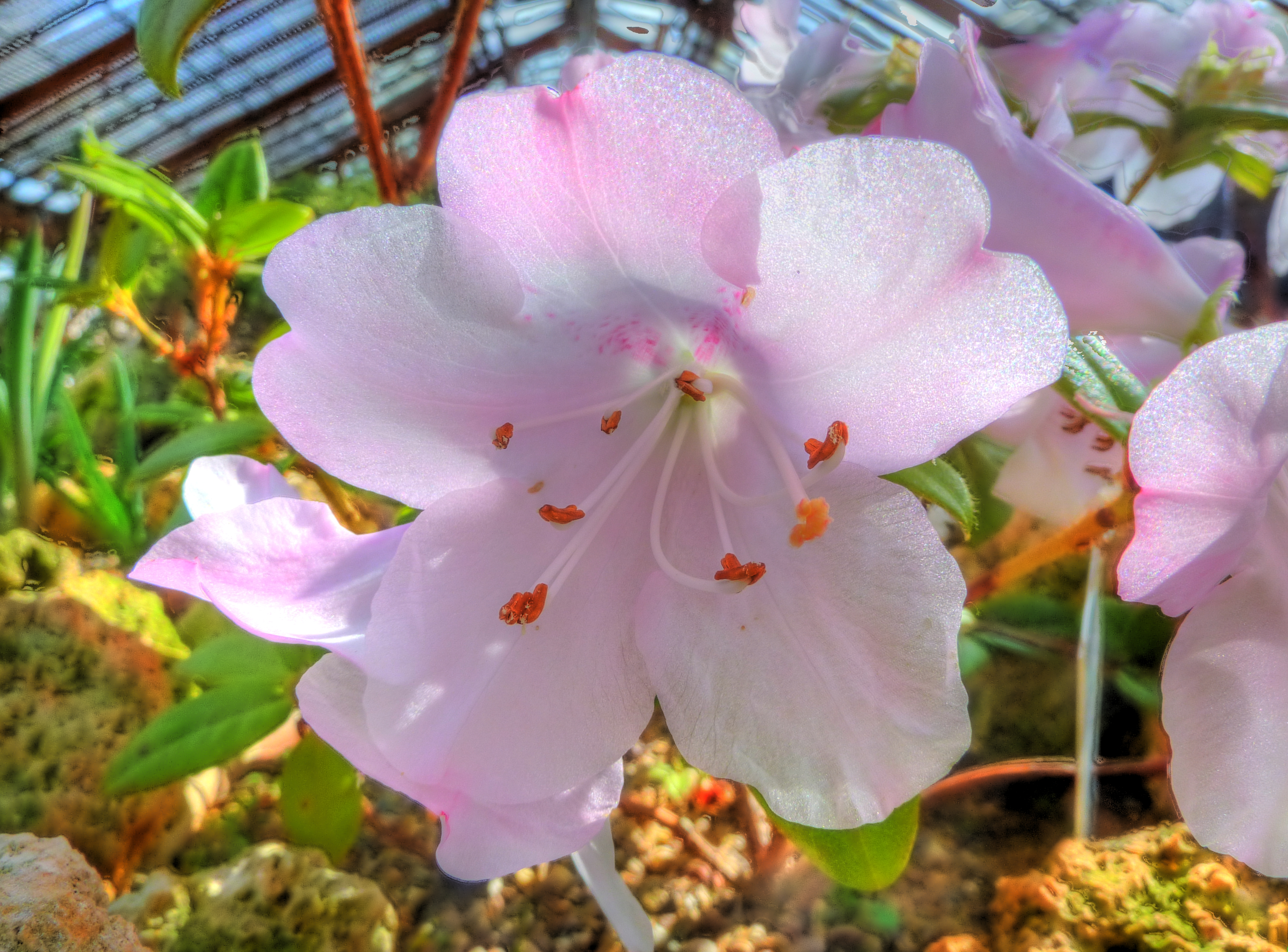
Rh. ciliatum в ботаническом саду Кембриджского университета

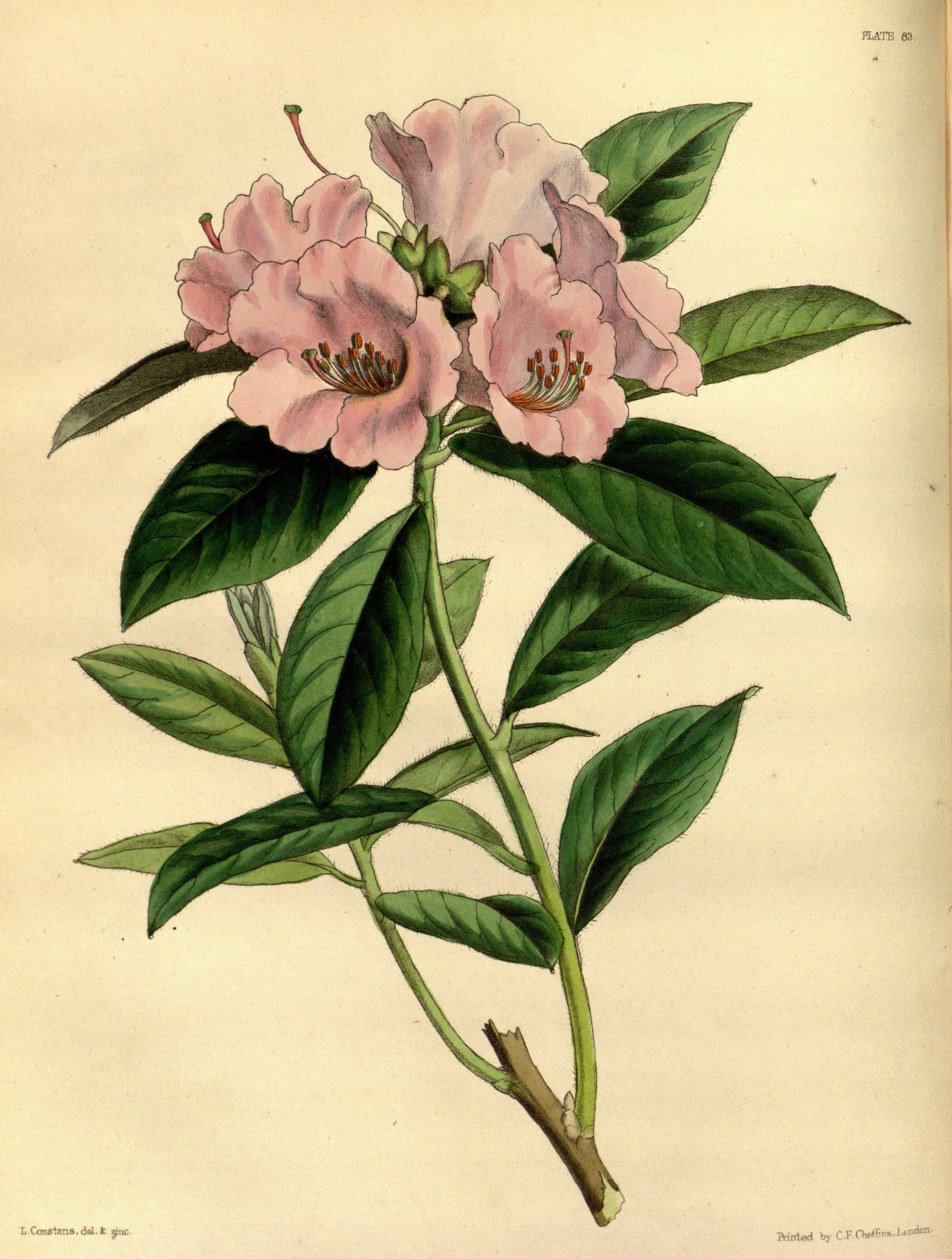
Rh. ciliatum
Ботаническая иллюстрация, 1853 г.

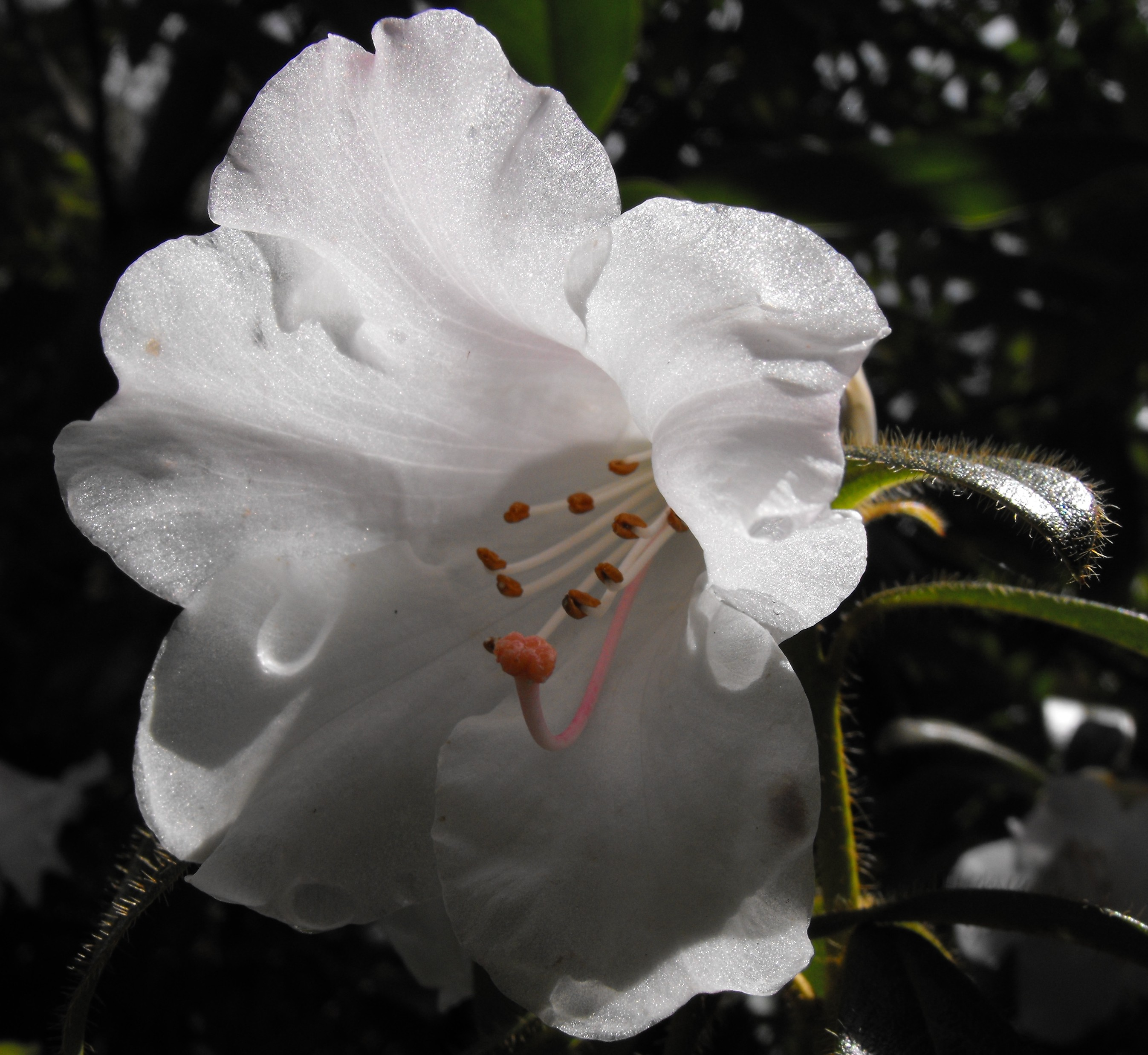
Rh. ciliatum в ботаническом саду Калифорнийского университета в Беркли

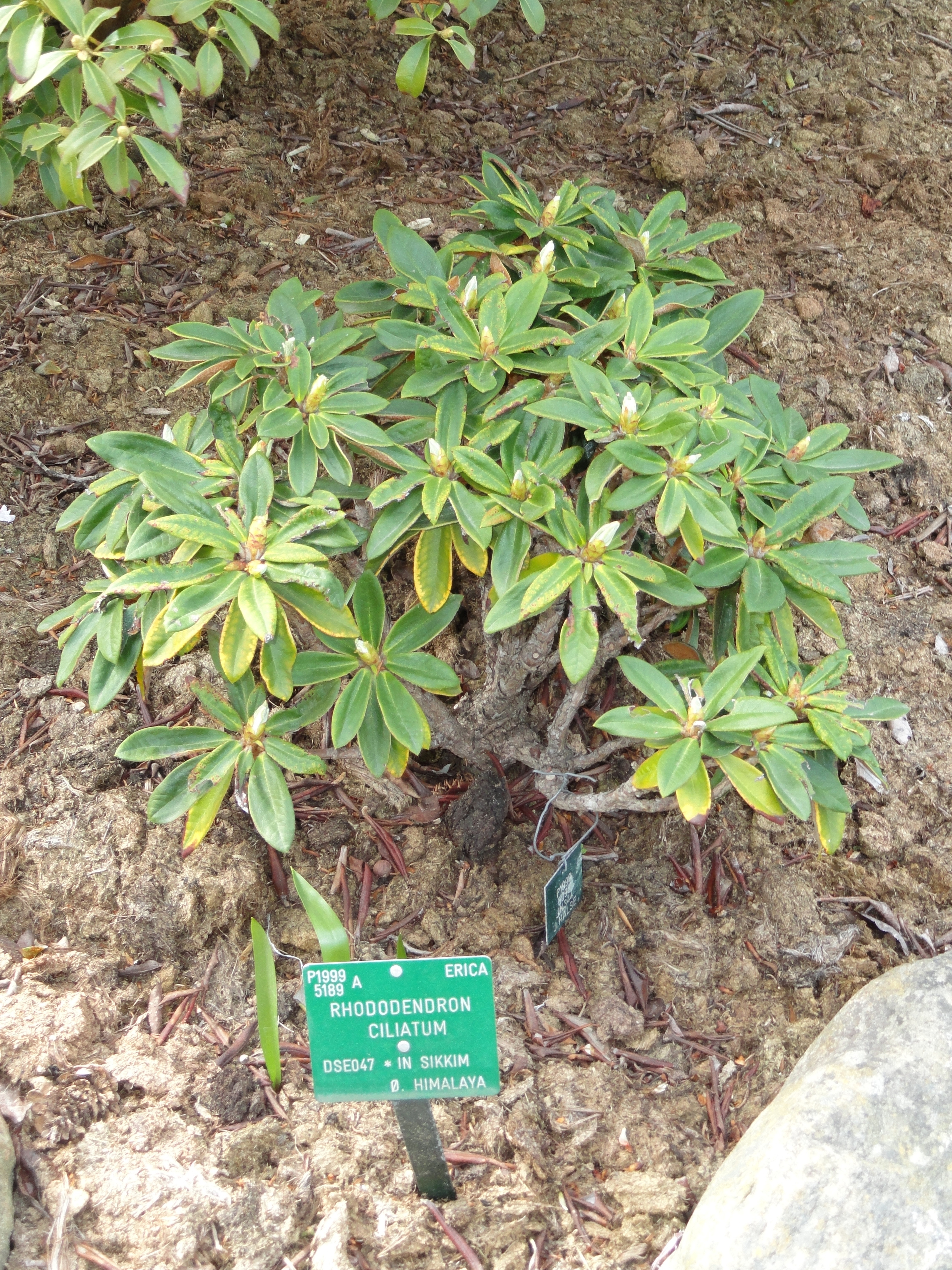
Rh. ciliatum в ботаническом саду Копенгагена

Гималаи (Бутан, Непал, Сикким). Кустарниковые заросли на склонах на высотах от 2700 до 3500 метров над уровнем моря.

## Ботаническое описание
Кустарник высотой 0,3—2 м; молодые побеги чешуйчатые или колючие.
Черешок листа длиной около 6 мм, чешуйчатой, колючий; листовые пластинки кожистые, эллиптические или продолговато-эллиптические до продолговато-ланцетных, 3—8 × 1.6—3.7 см; основание округлое или тупое; концы листьев острые, тупые или заострённые.
Соцветия верхушечные, рыхлые, 2—4-цветковые. Цветоножки 0,5—1 см, чешуйчатые, колючие. Чашечка бледно-зеленого или красного цвета. Венчик воронковидный, ширококолокольчатый, белый с бледно-красным оттенком, 3,7—5 см. Тычинок 10, они неравной длины, 1,2—3,1 см, нити густо опушённые у основания. Завязь 5—6-гнездная, плотно чешуйчатая.
Цветение в феврале-марте.

## В культуре
В культуре известен с 1850 года. В Латвии интродуцирован в 1972 году.
Выдерживает понижения температуры до −15 °С, −18 °С.